# 2024年10月英國財政預算案
《2024年秋季財政預算案》（英語：Autumn Budget 2024），是英國政府於2024至2025財政年度的首份預算案。財政大臣李韻晴將於2024年10月30日下午12時30分，在西敏宮下議院會議廳發表該份財政預算案。
該份財政預算案的主題為《穩固基礎 推動變革》（英語：Fixing the foundations to deliver change）。

## 背景
英國於2024年7月4日舉行大選，工黨擊敗執政14年的保守黨。同日，施紀賢爵士就任首相同時，李韻晴亦獲委任為財政大臣，成為英國首位女性財相。7月6日，李韻晴於財政部大樓發表其演講時，提及施紀賢政府的首份預算案將於同年秋季發佈，亦會於後期公佈宣讀日子。7月29日，李韻晴親自確認於10月30日發表財政預算案。
這份是英國歷史上，首份來自女性財政大臣的財政預算案；此亦是李韻晴的第一份財政預算案。

### 財政黑洞及加稅爭議
2024年7月29日，財政大臣李韻晴在下議院發表聲明指，財政部在審核政府帳目時發現上屆辛偉誠政府有嚴重超支狀況，並遺留約220億鎊的赤字黑洞（英語：Fiscal Blackhole）。她抨擊前保守黨政府隱瞞財政壓力的問題，並表示將要作出「艱難的決定」，計劃在來年節省8億鎊開支以防止財政赤字升至25%。當日，李韻晴亦宣布削減一系列缺乏稅收支付的項目，包括：
- 縮減冬季燃料補貼（英语：Winter Fuel Payment）的受助資格，從所有領取退休金（英语：Pensions in the United Kingdom）的長者收窄至僅領取退休金津貼（英語：Pension Credit）的低收入退休人士
- 取消興建40間公營醫院的計畫
- 停止對成人福利制度進行改革

保守黨籍前財政大臣侯俊偉質疑工黨在大選前已知曉公共財政狀況，並稱相關指控是無中生有。儘管外界普遍並未質疑「赤字黑洞」的數據，但亦有聲音擔心工黨政府會藉此進行額外加稅，變相在該份財政預算案推動隱性緊縮政策。部分選民認為工黨背叛了不加稅的大選承諾，表示對現屆政府失望。
在大選期間，工黨曾經表示不會調高薪俸稅、企業稅及國民保險供款率，但其政綱並未提及會否加重資產稅的稅項。選後，多名內閣成員亦只提及政府將不會加重勞動階層的稅收負擔。鑒於對於加稅的猜測，有英國傳媒列出政府較可能上調的稅項，包括資產增值稅、遺產稅、燃油稅、國民保險僱主供款率等。
首相施紀賢隨後表示，政府的首要任務是重建經濟基礎及投資穩定，並保證該份財政預算案將不會採取緊縮政策。他指出，預算案將撥出2.4億鎊投資於公共服務，亦會集中削減政府資源浪費及打擊避稅。

### 財政紀律問題
大選前，時任影子財政大臣李韻晴曾經承諾，工黨執政時將嚴守自定的財政紀律規定：
- 確保達至收支平衡，即所有經常開支必須由稅賦收入支付
- 公共債務佔國內生產總值比例需在五年內下降

然而，政府上台後，財政部發現的額外220億財政缺口可能壓縮政府的舉債空間，進一步限制公共投資的餘地。10月24日，財政大臣李韻晴接受英國廣播公司訪問時透露，她計劃改用公共部門凈金融負債（英語：public sector net financial liabilities）作為衡量借貸比例的指標，並將容許政府於未來五年內舉債約61億鎊，以應對當前的財政壓力。

## 內容摘要
財相李韻晴表示，該年的財政預算案將會增加4000萬鎊稅賦；政府經常開支會上升百分之1.5，而資本投資則將實質上升百分之1.7。她稱會聚焦於增加公共投資來推動經濟增長。按照巴尼特公式，蘇格蘭政府、威爾斯政府及北愛爾蘭行政院將各自獲增撥34億鎊、17億鎊及15億鎊。

### 經濟狀況及預測
按照預算責任辦公室的預測：
- 通脹率為2.5%，直至2029年放緩至2.0%
- 國內生產總值增長1.1%，並在及後5年維持在1.5%至2.0%的增長率[14]
- 下個財政年度的政府赤字為262億鎊，然後逐步回落，直至2027至2028年度才錄得約10億鎊盈餘
- 公共部門凈金融負債佔國內生產總值比例為4.5%，並在5年後下降至2.1%

### 主要收入來源
- 投資於稅務海關總署的科技應用及人手招聘，用於加強打擊避稅活動；在5年內，預計增加65億鎊稅收
- 燃油稅的5便士寬減措施，維持不變；預計減少30億鎊稅款
- 國民保險僱主供款率將上調百分之1.2至15%，並將免供款款額下調從9100鎊至5000鎊，但小型企業的免供款款額將調高至1萬鎊；在5年內，預計每年會增加約250億鎊的稅款
- 資產增值稅的基本税率將由10%升至18%，而高階税率會由20%提高至24%
- 遺產稅的免稅額將會獲保留至2030年，重新將承繼的退休金納入課税範疇，並向價值超過100萬鎊的農用物業、商用物業及另類投資市場股票的遺產實質徵收20%的稅率；在5年內，預計可增加20億鎊稅款[15]
- 新增電子煙稅，按每10毫升徵收2.2鎊的税款
- 2025年1月1日起，向大部份私立學校徵收增值稅
- 2025年4月6日起，撤銷非居民免稅身份（英語：Non-domicile status）；，在5年內，預計增加127億鎊的稅款[16]
- 2026年4月1日起，飛機乘客稅將會有所調升：短途航班經濟艙旅客的税款將增加至不多於2鎊，而私人飛機旅客的税率的將調升百分之50
- 2028至2029財政年度起，薪俸稅及國民保險僱員供款率的應課税入息實額升幅，將按照年度通脹率作調整
- 作零售、酒店或休閒用途物業的商業差餉寬減額，將由75%減至40%[17]

### 主要開支項目
- 預留118億鎊，用於賠償郵政局冤案及血液污染醜聞的受害者
- 打擊社會福利的詐騙個案；在5年內，預計減少43億鎊開支
- 將照顧者申領公共福利金的入息上限，每年遞增1萬鎊
- 退休金金額增加470鎊，即上調百分之4.1[18]
- 增撥23億鎊經常教育開支：
  - 10億鎊，用於特殊教育用途
  - 13億鎊，撥予其他學校
- 增撥67億鎊教育投資開支[19]：
  - 14億鎊，用於重建或改建公立學校
  - 21億鎊，用於維修學校設施及建築物
  - 1500萬，用於興建或擴建小學的托兒中心
- 兩年內，增撥共226億鎊經常醫療開支
- 兩年內，增撥共31億鎊醫療投資開支，用於解決手術積壓問題、增設醫療設備及資源等
- 增撥50億鎊建屋投資開支[20]：
  - 5000萬鎊，用於興建5000個公營房屋單位[21]
  - 1280萬鎊，用於興建3000個節約能源住宅、28000個河畔住宅、2000個位於北利物浦的住宅單位
- 增撥29億鎊國防開支，並確保佔國內生產總值比例將升至北約要求的2.5%
- 每年撥出30億鎊，繼續向烏克蘭提供支援
- 增撥204億研究開發開支，按年增加百分之33[22]

### 其他財經措施
- 維生工資上調百分之6.7[23]
- 巴士單程車費上限將由2鎊調升至3鎊

## 各界反應

### 政界
保守黨署理黨魁兼反對黨領袖辛偉誠批評該份預算案只反應工黨違背先前所作的財政承諾，抨擊將稅收提高到歷史新高，並要求制定大幅度減稅、削減公共支出的緊縮政策措施。
  自由民主黨黨魁戴宏爵士歡迎對國民保健署進行投資以改善基層醫療服務，但同時呼籲政府要正視社會關懷系統中的危機。
 改革黨黨魁奈傑爾·法拉奇表示財相李韻晴將自己定調為英國的「投資經紀」，批評政府應減少干預並容許自由市場吸納適當的投資。同時，他亦歡迎延續燃油稅的寬減措施及調低生啤酒稅率。
 綠黨黨魁卡拉·德尼爾形容財政預算案只有一套「折衷措施」（英語：half-measures），而另一位黨魁阿德里安·拉姆齊批評預算並未解決氣候危機和環境退化的問題。
  工黨國會議員都普遍對財政預算案感到高興，表示其選民都有向他們表達正面回饋。
財政部首席秘書鍾德麟形容，該份財政預算案與前首相卓慧思的「迷你預算案」截然不同。他表示財政大臣所制定的財政紀律將限制政府的借貸量，安撫市場不安情緒。

### 商界及投資者
財政預算案獲發表期間，10年期金邊債券（即英國的長期國債）的利率止跌回升。德意志銀行的英國首席經濟師Sanjay Raja認為，投資者仍然對財政預算案保持觀望態度，但相關升幅皆只因政府借貸的比率比外界預期多。
英國工業聯合會指，政府調高國民保險僱主供款率及其他商業稅項會將大幅增加企業的經營成本大增，削弱其投資及招聘能力。

### 工會
工會聯盟支持財政預算案所提及的投資及加稅計畫，認為政府正為勞動階層服務而發展經濟、改善公共服務，逆轉保守黨執政14年所帶來的「財經災難」。
UNITE歡迎政府承諾持續地投資於公共服務，以及沒有採取緊縮政策，但批評財政大臣仍未加重富人稅和撤銷削減冬季燃料補貼的決定。

### 公民團體
事實查核組織Full Fact認為工黨所立的「承諾」極為模糊，以致反對黨技術上無法斷言執政黨遵守或違背承諾。
財政經濟研究所總裁認為，這份財政預算案的大規模撥款及公共投資只可算作一次短暫性的經濟刺激措施。他形容政府正在「豪賭」經濟增長將有助減輕往後的財政壓力，指根據預算責任辦公室預測，公共投資的回報最快也要到2032年才會見效。此外，他亦指出財相李韻晴並未把握時機修改政府借貸的財政紀律，這可能會壓抑未來的投資開支空間。
11月9日，有數千名農民於倫敦抗議調漲對農地徵收遺產稅稅率；同月，有一名78歲農民因徵稅的顧慮而自殺。

### 國際社會
10月31日，國際貨幣基金組織對這份財政預算案表示歡迎，形容主要針對富人及企業的加稅措施具備可持續性，有助減低財政赤字。
12月4日，經濟合作暨發展組織預計受財政預算案影響，未來兩年英國利率下降的速度將會緩減。

## 外部連結
- 2024年秋季財政預算案（页面存档备份，存于）
- 2024年秋季財政預算案演辭（页面存档备份，存于）